# Médaille Comenius
La médaille Comenius est une récompense honorifique octroyée à des enseignants, à des chercheurs en sciences de l'éducation et à des responsables de projet éducatif par le Bureau international d’éducation (BIE) de l'UNESCO basé à Genève. 
Elle a été fondée en 1992 à l'initiative du ministère de l'Éducation de la République tchèque à l'occasion du 400e anniversaire de la naissance de Jan Amos Comenius, humaniste tchèque du XVIIe siècle. Elle prenait la suite d'une médaille du même nom délivrée par le gouvernement tchécoslovaque depuis 1953.
La médaille est décernée lors de chacune de ses réunions par la Conférence internationale de l’éducation, qu'organise généralement tous les trois à quatre ans (1992, 1994, 1996, 1998, 2001, 2004, 2008) le BIE de l’UNESCO, pour couronner des réalisations remarquables dans les domaines de la recherche et de l’innovation en matière d’éducation.

## Lauréats
- Claude Kastler (d), slaviste français - en 1992[4]
- René Rémond, historien français - en 1998[5]
- Yves Brunsvick (en), philosophe français de l'éducation - 2001 (à titre posthume)[5]
- Meilė Lukšienė (en), historienne lituanienne de l'éducation - en 2004[6]
- Jean-François Bazin, homme politique, journaliste et écrivain français, président du Conseil régional de Bourgogne (1993-1998)
- Daniel Filmus (en), homme politique argentin, ministre de l'Éducation (2003-2007) - en 2008[7]
- Onerva Mäki (fi), spécialiste finlandaise de l'éducation des personnes handicapées - en 2008[7]
- Sylvia Schmelkes (es), chercheuse mexicaine en sciences de l'éducation - en 2008[7]
- Tirussew Teferra Kidanemariam (d), professeur de psychologie spécialiste des élèves à besoins particuliers à l'université d'Addis Abeba - en 2008[7]